# Équipe de Mongolie féminine de rugby à sept
L'équipe de Mongolie féminine de rugby à sept est l'équipe qui représente la Mongolie dans les principales compétitions internationales de rugby à sept.

## Histoire
La Fédération mongole de rugby, ayant acquis le statut de membre permanent auprès de l'instance internationale World Rugby quelques mois plus tôt, acte en avril 2022 la création d'une équipe nationale féminine de rugby à sept, dans l'optique du championnat d'Asie de rugby à sept (en),.